# Foxborough
Foxborough är en kommun i Norfolk County i Massachusetts i USA. Här finns bland annat idrottsarenan Gillette Stadium, där NFL-laget New England Patriots (amerikansk fotboll) och MLS-laget New England Revolution (fotboll) spelar sina hemmamatcher.
"Foxborough" är den officiella stavningen av kommunens namn, meden en alternativ stavning lyder "Foxboro".